# مبضع
المِبْضَع أو المِفْصَد أو المِشرط سكين قصيرة مدببة ذات حدين.

## تاريخ
الدليل على استخدام السكاكين في الطب يرجع إلى العصر الحجري المتوسط نحو 8000 قبل الميلاد, عندما استُخدمت سكاكين مصنوعة من الصوان مِكْشَطَة للقطع في الجمجمة. حيث يُفترض أن الجمجمة كانت تُثقب للسماح بهروب الجن الذي يُسبب ألم الرأس والسوداوية والصرع. وكان أبقراط أول من وصف المبضع, وحتى في زمن أبقراط كان شكلها قريبًا من شكله في أيامنا هذه. واستخدم الرومان الكلمة اللاتينية "scallpellus" والتي كما هو واضح اشتق منها المرادف باللغة الإنجليزية.
خلال العصور الوسطى بين عامَي 500-1000 ميلادي, حيث تُعرف هذه الفترة بالعصور المظلمة، وفيها توقفت التطورات في الأدوات الجراحية حيث أن المعتقدات والخرافات الدينية ساهمت في ركود المعارف الطبية.
إن تطوير المبضع/ المشرط الحالي الذي يستخدم شفرات (جمع شفرة) كما نعرفه في يومنا هذا يرجع بشكل كبير إلى اختراع السيد King Gillette للموس الآمن the safety razor (المسجل ببراءة اختراع عام 1904م).